# Ole Nydahl

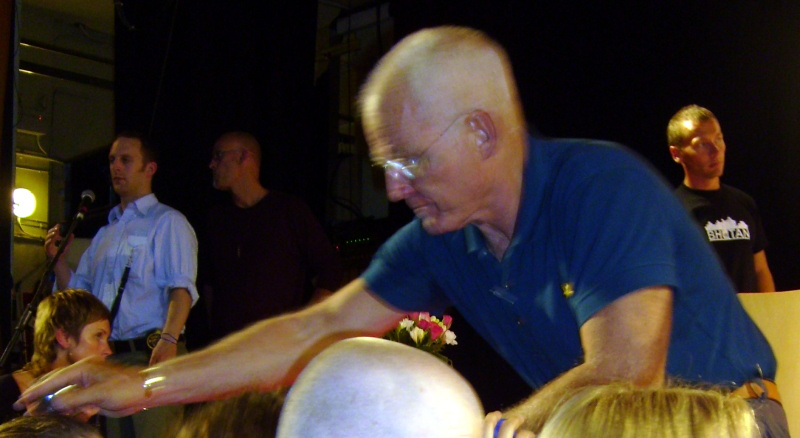
2007

Ole Nydahl (* 19. března 1941 Kodaň) je dánský láma linie Karma Kagjü.

## Život
Krátce sloužil v dánské armádě a poté studoval filozofii, anglický a německý jazyk na univerzitě v Kodani; také v USA, Tübingenu a Mnichově.
Se svou ženou Hannah Nydahlovou se s buddhismem poprvé setkali v roce 1968 na své svatební cestě v nepálském Káthmándú. Potkali zde Lobpöna Ccheču rinpočheho, jednoho z největších buddhistických učitelů v oblasti Himálaje. Neprošel tradičním tříletým retreatem určeným budoucím lamům, protože ho poslal 16 Karmapa, aby učil Dharmu na západě. 
V roce 1969 se setkali s 16. Karmapou a stali se jeho studenty.
Karmapa je nejvyšším představitelem 1 100 let staré školy Karma Kagjü tibetského buddhismu, která učí vadžrajánu a kterou Lama Ole Nydahl propaguje jako Diamantovou cestu (skt. vadžrajána).
Lama Ole a Hannah Nydahlovi obdrželi abhišeky a učení přímo od 16. Karmapy a ostatních mistrů školy Karma Kagjü. Obdrželi také abhišeky jiných škol tibetského buddhismu.
V roce 1972 vyslal 16. Karmapa Lamu Oleho a jeho ženu Hannah předávat učení na Západ. Po návratu do Evropy začali předávat buddhistická učení, meditace a zakládat meditační centra, nejprve v rodném Dánsku, poté v Německu a dalších zemích. Karmapa jej zmocnil k udělování slibu bódhisattvy a útočiště - obřadu, při kterém se člověk formálně stává buddhistou. Od té doby předal Lama Ole útočiště více než 500 000 lidí.
V roce 1972 byla založena první centra buddhismu Diamantové cesty v Rakousku (Štýrský Hradec), Norsku, Švédsku a Dánsku (Kodaň). V roce 1974 bylo založeno první centrum v Německu a od té doby bylo po celém světě založeno již více než 600 center..
Od roku 1973 Lama Ole Nydahl se svou ženou Hannah organizovali přednášková turné pro nejvyšší tibetské učitele – nejdříve po Evropě, později také po Severní a Jižní Americe, Rusku a Austrálii.
Následující léta Lama Ole tráví péčí o své studenty a rozvíjením svých center po celém světě. Tráví život na cestách, přednáší, vede kurzy a píše knihy a články. Už dnes se dá prohlásit, že Lama Ole Nydahl je člověk, který podpořil přenos buddhismu na Západ.
Jeho žena Hannah zemřela v roce 2007. O jejím životě pojednává oceňovaný dokument "Hannah: Buddhism’s Untold Journey"
Lama Ole Nydahl odmítl čínského kandidáta na 17. karmapu Orgjäna Thinlä Dordžeho a ve sporu o 17. Karmapu se postavil na stranu Thajeho Dordžeho.